# Borča
Borča (v srbské cyrilici Борча, maďarsky Borcsa) je sídlo, administrativně spadající do opštiny Palilula severně od Bělehradu. Nachází se na levé straně Dunaje, v Banátu. V roce 2011 měla podle sčítání lidu 46 086 obyvatel. Známá je jako první sídlo severně od Bělehradu na silnici do města Zrenjanin. 
Původní obec byla až do roku 1918 součástí Uherska, poté byla připojena k jugoslávskému království spolu s celou dnešní Vojvodinou. V roce 1910 zde bylo napočítáno 1535 obyvatel. Až do roku 1949 existovala jako samostatná obec (Opština Borča), v roce 1955 byla připojena pod obec Krnjača a v roce 1965 pod Bělehrad. Zástavbu v Borči tvoří především nízké rodinné domy, výjimkou je několik menších sídlišť, která se na různých místech nacházejí. Obec je atraktivní jako příměstský satelit Bělehradu. Severně od Borči byla v 21. století vybudována severní část dálničního obchvatu srbské metropole.